# Hannah Teter
Hannah Teter (Belmont (Vermont), 27 januari 1987) is een Amerikaanse snowboardster. Ze vertegenwoordigde haar vaderland op de Olympische Winterspelen 2006 (Turijn), de Olympische Winterspelen 2010 (Vancouver) en de Olympische Winterspelen 2014 (Sotsji).

## Carrière
Bij haar wereldbekerdebuut, in september 2002 in Valle Nevado, scoorde Teter direct haar eerste wereldbekerpunten. Een dag later behaalde de Amerikaanse haar eerste toptienklassering. In maart 2003 boekte Teter haar eerste wereldbekerzege.
Op de wereldkampioenschappen snowboarden 2005 in Whistler sleepte de Amerikaanse de bronzen medaille in de wacht op het onderdeel halfpipe. Tijdens de Olympische Winterspelen van 2006 in Turijn veroverde Teter de gouden medaille in de halfpipe.
Bij haar tweede deelname aan de Olympische Winterspelen, in 2010 in Vancouver, legde Teter beslag op de zilveren medaille in de halfpipe.

## Resultaten

### Olympische Spelen
| Jaar | Plaats    | Resultaten  |
| ---- | --------- | ----------- |
| 2006 | Turijn    | Halfpipe    |
| 2010 | Vancouver | Halfpipe    |
| 2014 | Sotsji    | 4e Halfpipe |

### Wereldkampioenschappen
| Jaar | Plaats   | Resultaten |
| ---- | -------- | ---------- |
| 2005 | Whistler | Halfpipe   |

### Wereldbeker

#### Eindklasseringen
| Seizoen   | Algm | SBX | HP  |
| --------- | ---- | --- | --- |
| 2002/2003 | 12e  | 40e | 11e |
| 2003/2004 | -    | -   | 11e |
| 2004/2005 | -    | -   | 19e |
| 2005/2006 | 41e  | -   | 11e |
| 2009/2010 | 45e  | -   | 15e |

#### Wereldbekerzeges
| Datum             | Plaats       | Onderdeel |
| ----------------- | ------------ | --------- |
| 2 maart 2003      | Sapporo      | Halfpipe  |
| 13 september 2003 | Valle Nevado | Halfpipe  |
| 22 februari 2004  | Sapporo      | Halfpipe  |
| 29 oktober 2004   | Saas-Fee     | Halfpipe  |
| 14 september 2005 | Valle Nevado | Halfpipe  |
| 15 september 2005 | Valle Nevado | Halfpipe  |